# Championnat de Colombie de football 1999
Navigation
Saison précédente Saison suivante
La saison 1999 du Championnat de Colombie de football est la cinquante-deuxième édition du championnat de première division professionnelle en Colombie.
Les seize meilleures équipes du pays disputent le championnat qui se déroule en trois phases :
- lors du tournoi Ouverture, les équipes sont regroupées au sein d'une poule unique où elles s'affrontent une seule fois, plus un match face à un adversaire du même secteur géographique puis 6 matchs au sein des Cuadrangulares.
- le Tournoi Clôture a exactement le même fonctionnement. Les huit premiers du tournoi jouent les demi-finales puis la finale.
- la finale nationale pour le titre voit s'affronter les deux vainqueurs des tournois saisonniers, en matchs aller et retour.

C'est le club de l'Atlético Nacional, vainqueur du tournoi de Clôture, qui remporte la compétition, après avoir battu lors de la finale nationale l'América de Cali. C'est le septième titre de champion de l'histoire du club.
À partir de cette édition, il n'y a plus de bonus à l'issue des tournois. Le barème est à nouveau modifié pour supprimer le point supplémentaire en cas de victoire après la séance de tirs au but, organisée en cas de match nul.

## Qualifications continentales
Les vainqueurs des tournois Ouverture et Clôture se qualifient directement pour la Copa Libertadores. La troisième place est attribuée au meilleur club non-qualifié au classement cumulé des deux tournois.

## Les clubs participants
| - Independiente Santa Fe - CD Los Millonarios - Deportivo Tuluá - Deportes Tolima - Once Caldas - Independiente Medellin - Unión Magdalena - Deportivo Pasto - Promu de Copa Aguila | - Atlético Nacional - Atlético Huila - América de Cali - Atlético Bucaramanga - Deportes Quindio - Deportivo Cali - Atlético Junior - Envigado FC |

## Compétition
Le barème utilisé pour établir l'ensemble des classements est le suivant :
- Victoire : 3 points
- Match nul : 1 point
- Défaite : 0 point

### Tournoi Ouverture
| Rang | Équipe                 | Pts | J  | G  | N  | P  | Bp | Bc | Diff |
| ---- | ---------------------- | --- | -- | -- | -- | -- | -- | -- | ---- |
| 1    | América de Cali        | 40  | 22 | 11 | 7  | 4  | 42 | 27 | +15  |
| 2    | Atlético Nacional      | 36  | 22 | 9  | 9  | 4  | 25 | 18 | +7   |
| 3    | Once Caldas            | 34  | 22 | 9  | 7  | 6  | 35 | 19 | +16  |
| 4    | Atlético Junior        | 34  | 22 | 9  | 7  | 6  | 34 | 34 | 0    |
| 5    | Deportes Tolima        | 32  | 22 | 7  | 11 | 4  | 25 | 20 | +5   |
| 6    | Deportivo Tuluá        | 31  | 22 | 8  | 7  | 7  | 31 | 31 | 0    |
| 7    | Deportivo CaliT        | 31  | 22 | 9  | 4  | 9  | 37 | 41 | -4   |
| 8    | Independiente Medellin | 30  | 22 | 6  | 12 | 4  | 26 | 20 | +6   |
| 9    | Atlético Bucaramanga   | 27  | 22 | 5  | 12 | 5  | 30 | 24 | +6   |
| 10   | Independiente Santa Fe | 26  | 22 | 6  | 8  | 8  | 23 | 26 | -3   |
| 11   | CD Los Millonarios     | 25  | 22 | 5  | 10 | 7  | 25 | 34 | -9   |
| 12   | Deportivo PastoP       | 25  | 22 | 4  | 13 | 5  | 32 | 32 | 0    |
| 13   | Deportes Quindio       | 24  | 22 | 6  | 6  | 10 | 32 | 40 | -8   |
| 14   | Envigado FC            | 22  | 22 | 6  | 4  | 12 | 21 | 32 | -11  |
| 15   | Unión Magdalena        | 22  | 22 | 4  | 10 | 8  | 31 | 38 | -7   |
| 16   | Atlético Huila         | 20  | 22 | 3  | 11 | 8  | 18 | 31 | -13  |

|  | Qualification pour la Copa Libertadores 2000 |

### Tournoi Clôture

#### Phase régulière
| Rang | Équipe                 | Pts | J  | G  | N  | P  | Bp | Bc | Diff |
| ---- | ---------------------- | --- | -- | -- | -- | -- | -- | -- | ---- |
| 1    | CD Los Millonarios     | 42  | 22 | 10 | 12 | 0  | 31 | 14 | +17  |
| 2    | Deportivo Tuluá        | 38  | 22 | 10 | 8  | 4  | 29 | 19 | +10  |
| 3    | Independiente Medellin | 35  | 22 | 10 | 5  | 7  | 32 | 22 | +10  |
| 4    | Atlético Junior        | 35  | 22 | 10 | 5  | 7  | 27 | 24 | +3   |
| 5    | Deportivo CaliT        | 34  | 22 | 9  | 7  | 6  | 30 | 23 | +7   |
| 6    | Atlético Nacional      | 34  | 22 | 9  | 7  | 6  | 31 | 25 | +6   |
| 7    | Once Caldas            | 34  | 22 | 8  | 10 | 4  | 37 | 24 | +13  |
| 8    | Deportivo PastoP       | 32  | 22 | 10 | 2  | 10 | 33 | 33 | 0    |
| 9    | Atlético Bucaramanga   | 31  | 22 | 9  | 4  | 9  | 25 | 25 | 0    |
| 10   | América de Cali        | 29  | 22 | 7  | 8  | 7  | 28 | 26 | +2   |
| 11   | Deportes Tolima        | 27  | 22 | 8  | 3  | 11 | 26 | 27 | -1   |
| 12   | Envigado FC            | 25  | 22 | 8  | 4  | 10 | 25 | 33 | -8   |
| 13   | Independiente Santa Fe | 23  | 22 | 5  | 8  | 9  | 25 | 30 | -5   |
| 14   | Unión Magdalena        | 22  | 22 | 5  | 7  | 10 | 22 | 31 | -9   |
| 15   | Deportes Quindio       | 18  | 22 | 4  | 6  | 12 | 28 | 45 | -17  |
| 16   | Atlético Huila         | 16  | 22 | 4  | 4  | 14 | 22 | 43 | -21  |

|  | Qualification pour la phase finale du tournoi |

#### Demi-finales
| Rang | Équipe                 | Pts | J | G | N | P | Bp | Bc | Diff |
| ---- | ---------------------- | --- | - | - | - | - | -- | -- | ---- |
| 1    | Independiente Medellin | 11  | 6 | 3 | 2 | 1 | 10 | 9  | +1   |
| 2    | Deportivo CaliT        | 10  | 6 | 3 | 1 | 2 | 12 | 8  | +4   |
| 3    | Once Caldas            | 5   | 6 | 0 | 5 | 1 | 5  | 7  | -2   |
| 4    | CD Los Millonarios     | 5   | 6 | 1 | 2 | 3 | 7  | 10 | -3   |

| Rang | Équipe            | Pts | J | G | N | P | Bp | Bc | Diff |
| ---- | ----------------- | --- | - | - | - | - | -- | -- | ---- |
| 1    | Atlético Nacional | 15  | 6 | 5 | 0 | 1 | 14 | 10 | +4   |
| 2    | Atlético Junior   | 10  | 6 | 3 | 1 | 2 | 11 | 10 | +1   |
| 3    | Deportivo Tuluá   | 8   | 6 | 2 | 2 | 2 | 10 | 10 | 0    |
| 4    | Deportivo PastoP  | 1   | 6 | 0 | 1 | 5 | 7  | 12 | -5   |

#### Finale
| Équipe 1               | Résultat | Équipe 2          | Aller | Retour |
| ---------------------- | -------- | ----------------- | ----- | ------ |
| Independiente Medellin | 0 - 1    | Atlético Nacional | 0 - 0 | 0 - 1  |

### Classement cumulé
| Rang | Équipe                 | Pts | J  | G  | N  | P  | Bp | Bc | Diff |
| ---- | ---------------------- | --- | -- | -- | -- | -- | -- | -- | ---- |
| 1    | Atlético NacionalClo   | 89  | 52 | 24 | 17 | 11 | 71 | 53 | +18  |
| 2    | Atlético Junior        | 79  | 50 | 24 | 13 | 15 | 72 | 68 | +4   |
| 3    | Deportivo Tuluá        | 77  | 50 | 20 | 17 | 13 | 70 | 60 | +10  |
| 4    | Independiente Medellín | 77  | 52 | 19 | 20 | 14 | 68 | 59 | +9   |
| 5    | Deportivo CaliT        | 75  | 50 | 21 | 12 | 17 | 79 | 72 | +7   |
| 6    | Once Caldas            | 73  | 50 | 17 | 22 | 11 | 77 | 50 | +27  |
| 7    | CD Los Millonarios     | 72  | 50 | 16 | 24 | 10 | 63 | 58 | +5   |
| 8    | América de CaliOuv     | 69  | 44 | 18 | 15 | 11 | 70 | 53 | +17  |
| 9    | Deportes Tolima        | 59  | 44 | 15 | 14 | 15 | 51 | 47 | +4   |
| 10   | Atlético Bucaramanga   | 58  | 44 | 14 | 16 | 14 | 55 | 49 | +6   |
| 11   | Deportivo PastoP       | 58  | 50 | 14 | 16 | 20 | 72 | 76 | -4   |
| 12   | Envigado FC            | 50  | 44 | 14 | 8  | 22 | 46 | 65 | -19  |
| 13   | Independiente Santa Fe | 49  | 44 | 11 | 16 | 17 | 48 | 56 | -8   |
| 14   | Unión Magdalena        | 49  | 44 | 9  | 17 | 18 | 53 | 69 | -16  |
| 15   | Deportes Quindío       | 42  | 44 | 10 | 12 | 22 | 60 | 85 | -25  |
| 16   | Atlético Huila         | 36  | 44 | 7  | 15 | 22 | 40 | 74 | -34  |

|  | Qualification pour la Copa Libertadores 2000 (vainqueur d'un tournoi) |
|  | Qualification pour la Copa Libertadores 2000                          |
|  | Relégation en Copa Aguila                                             |

- L'Unión Magdalena est relégué sur des critères de résultats sur les deux dernières saisons.

### Finale pour le titre
| Équipe 1        | Résultat      | Équipe 2          | Aller | Retour |
| --------------- | ------------- | ----------------- | ----- | ------ |
| América de Cali | 1 - 1 2-4 tab | Atlético Nacional | 1 - 1 | 0 - 0  |

## Bilan de la saison
| Championnat de Colombie de football 1999 |                              |
| Champion                                 | Atlético Nacional (7e titre) |
| Qualifications continentales             |                              |
| Copa Libertadores 2000                   | Atlético Nacional            |
| Copa Libertadores 2000                   | América de Cali              |
| Copa Libertadores 2000                   | Atlético Junior              |
| Promotions et relégations                |                              |
| Promus en Copa Mustang                   | Real Cartagena               |
| Relégués en Copa Aguila                  | Unión Magdalena              |